# Антон Гон
Антон Гон (нім. Anton Ghon; 1 січня 1866, Філлах — 23 квітня 1936, Прага) — австрійський патолог. Відомий своїми дослідженнями туберкульозу, менінгококового менінгіту та гонореї.

## Біографія
У 1890 році йому присуджено ступінь доктора в Граці, потім працював стажистом у дерматологічній клініці у Відні, практикуючим лікарем, аспірантом у професора Рудольфштіфта, демонстратором на кафедрі патологічної гістології та бактеріології, а потім упродовж 1894—1910 років — у патологічному інституті у Відні разом з Антоном Вексельбаумом. У 1897 році Гон був членом австрійської комісії з вивчення чуми (Pestexpedition der Wiener Akademie der Wissenschaften) в Бомбеї, де йому вдалося отримати важливу інформацію про етіологію, патологічну анатомію та епідеміологію цього захворювання.
У 1899 році був габілітований у Відні, 1902 року став доцентом, у 1910 році — професором патологічної анатомії Німецького університету в Празі. Був членом вищої медичної ради у Відні, а пізніше — Державної ради охорони здоров'я у Празі.
Поєднуючи бактеріологічний та анатомо-гістологічний метод, він працював з грамнегативними диплококами, вірусом грипу, збудниками газової гангрени. Bacillus oedematis maligni отримав назву бацили Гона — Сакса. Досліджував лімфосаркому. Роботи з дослідження туберкульозу дали йому світове визнання. На честь його названо вогнище первинного туберкульозного ураження при туберкульозі (фокус Гона), а також комплекс Гона, коли туберкульозне запалення охоплює лімфатичні вузли навколо фокусу Гона. Його magnus opus — трактат про дитячий туберкульоз під назвою «Der primäre Lungenherd bei der Tuberkulose der Kinder» (1912).
У молодості він хворів на туберкульоз гортані, але певною мірою поборов його, хоча зрештою помер від туберкульозного перикардиту.